# Список населених пунктів Приволзького федерального округу, пов'язаних з Україною
Приволзький федеральний округ включає 14 суб'єктів Російської Федерації, зокрема: 6 республік, 7 областей та 1 край.
1. Башкортостан;
2. Кіровська область;
3. Марій Ел;
4. Мордовія;
5. Нижньогородська область;
6. Оренбурзька область;
7. Пензенська область;
8. Пермський край;
9. Самарська область;
10. Саратовська область;
11. Татарстан;
12. Удмуртія;
13. Ульяновська область;
14. Чувашія.

## Башкортостан
- Степановка
- Троїцьке
- Золотоноша
- Санжаровка

## Оренбурзька область
- Брацлавка
- Новотроїцьк
- Дніпровка
- Кічкасс
- Сорочинськ
- Новокиевка
- Крим
- Новочеркаський
- Новоаккермановка
- Новониколаевка
- Херсон
- Новоуманка
- Харківка
- Уманка
- Полтавка
- Оноприеновка
- Марченков хутір
- Гай